# Barrage de Cíjara
Le barrage de Cijara a été construit en 1956 dans le cadre du plan de Badajoz sur le fleuve Guadiana dans une enclave appelée Portillo de Cijara, à la frontière entre les provinces de Cáceres et de Badajoz.
Il inonde une superficie totale de 6 565 ha et a une longueur de cours d'eau de 45 km, affectant les villages de Villarta de los Montes, Helechosa de los Montes, Poblado de Cijara, Anchuras, Bohonal de los Montes, Santa Quitera et Puerto Rey. Les principales rivières qui le remplissent sont le Guadiana et le fleuve Estena.

## Environnement naturel

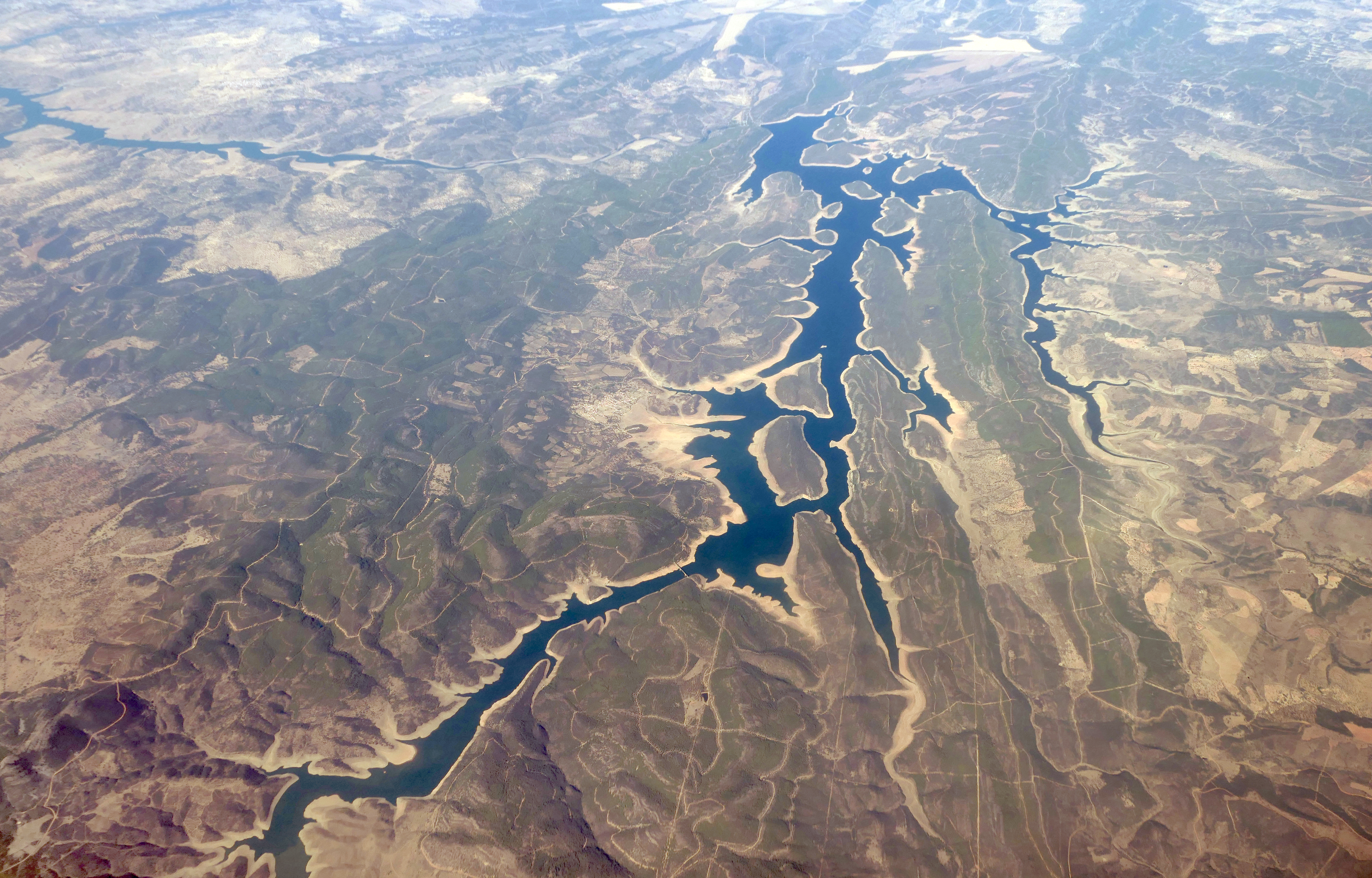
Vue aérienne

Le réservoir est situé dans la réserve nationale de chasse de Cijara, une zone protégée de 25 000 hectares, qui abrite des cerfs, des sangliers, des daims, des loutres, des aigles, des perdrix, des lynx, des cigognes noires... En outre, le réservoir de Cijara est l'une réserves nationales de pêche d'Estrémadure, où se trouve le brochet, le black-bass et le barbeau.
La végétation est constituée de forêts méditerranéennes et de maquis, bien que dans certaines zones on trouve également des pinèdes et des eucalyptus.

## Tourisme
Le réservoir de Cijara dispose de plusieurs zones de loisirs. Ceux-ci disposent de parkings et d'aires de pique-nique avec barbecues. Les activités les plus populaires sont la baignade en été et les activités nautiques telles que la voile et la pêche. Il existe également des circuits de randonnée, de cyclisme tout-terrain et d'équitation, ainsi que des activités de chasse, d'observation des oiseaux et d'éducation à l'environnement. Lorsque le niveau de l'eau baisse, il est possible de voir le pont de Mesta, datant du 14e siècle, sur lequel passait la Cañada Real de Segovia.